# Fantômas (1964)
Fantômas is een Franse film uit 1964 met Jean Marais als de booswicht met dezelfde naam en Louis de Funès als politiecommissaris Paul Juve, die niet tegen Fantômas op kan. In de film werkt Juve samen met journalist Fandor, ook gespeeld door Marais, om te proberen Fantômas te vatten, maar dit lukt niet.
De film was min of meer een Frans antwoord op het fenomeen James Bond van die tijd en was een van de succesrijkste films in Frankrijk in 1964. Het is het eerste deel van een trilogie: Fantômas se déchaîne en Fantômas contre Scotland Yard volgden respectievelijk in 1965 en 1967. 
De toon van de film is lichter dan die van de Fantômas-romans.

## Verhaal
Fantômas is een man met veel vermommingen. Hij gebruikt make-up als wapen. Hij kan zich voordoen als eender wie met behulp van maskers. Hierdoor sticht hij verwarring en kan hij wegkomen met zijn misdrijven. In deze film is hij ontevreden over Fandor, omdat deze een verzonnen interview met hem publiceerde. Hij ontvoert Fandor en dreigt ermee hem te doden. Dan vermomt hij zich als Fandor en pleegt een spectaculaire overval. Als commissaris Juve hem achtervolgt, pleegt Fantômas prompt een overval vermomd als Juve. Uiteindelijk zitten Fandor, Juve en Fandors vriendin Hélène allemaal de meestercrimineel op de hielen, maar deze slaagt er toch nog in te ontsnappen.

## Cast
| Acteur           | Personage                  |
| ---------------- | -------------------------- |
| Jean Marais      | Fantômas                   |
| Jean Marais      | Fandor                     |
| Louis de Funès   | Commissaris Juve           |
| Mylène Demongeot | Hélène Gurn                |
| Robert Dalban    | de krantendirecteur        |
| Jacques Dynam    | inspecteur Michel Bertrand |